# Den amerikanske drage: Jake Long-afsnit
Dette er en oversigt over afsnittene i den amerikanske tegnefilmserie Den amerikanske drage: Jake Long, skabt af Jeff Goode. Serien består af 52 afsnit fordelt på to sæsoner, der blev sendt første gang fra 21. januar 2005 til 1. september 2007. Afsnittenes numre følger datoen for første udsendelser, men senere er de blevet sendt hulter til bulter. To af afsnittene (8 og 18) består hver især af to afsnit i halv længde.
Serien handler om den 13-årige dreng Jake Long, der må balancere mellem et almindeligt skoleliv, kærligheden til pigen Rose og evnen til at forvandle sig til en drage, der beskytter de magiske væsener, der bor i byen. Undervejs får Jake hjælp af skateboard-vennerne Trixie og Spud, hans morfar og denne magiske hund, Hund Fu.

## Serieoversigt
| Sæson | Sæson   | Afsnit  | Oprindelig sendt | Oprindelig sendt  |
| Sæson | Sæson   | Afsnit  | Start            | Slut              |
| ----- | ------- | ------- | ---------------- | ----------------- |
|       | 1       | 21      | 21. januar 2005  | 29. januar 2006   |
|       | Special | Special | 1. juli 2005     | 1. juli 2005      |
|       | 2       | 31      | 10. juni 2006    | 1. september 2007 |

## Afsnit

### Sæson 1 (2005–2006)
| Nr. i serien | Nr. i sæson | Titel                                                      | Instruktør      | Forfatter         | Første sendedag   | Produktionskode |
| --- | ----------- | ---------------------------------------------------------- | --------------- | ----------------- | ----------------- | --------------- |
| 1 | 1           | "Old School Training" "Gammeldags træning"                 | Christian Roman | Eddie Guzelian    | 21. januar 2005   | 101             |
| Jake lærer at være drage, men der er ikke helt som han forstillet sig. Han lærer at skrubbe wc'et med tungen og alt andet klamt, som man kan bruge i huset, men han finder ud af, at det er nyttigt i kamp. |             |                                                            |                 |                   |                   |                 |
| 2 | 2           | "Dragon Breath" "Drageånde"                                | Christian Roman | Laura McCreary    | 22. januar 2005   | 103             |
| Jake får dårlig ånde, fordi hans kidler til at spye ild er ved at modne. Han får en tryllebryg rundt om halsen af Hund Fu, så det ikke lugter mere. Men så inviterer han en blondine med til skolefest!     |             |                                                            |                 |                   |                   |                 |
| 3 | 3           | "The Talented Mr. Long" "Den talentfulde Hr. Long"         | Christian Roman | Laura McCreary    | 28. januar 2005   | 107             |
| 4 | 4           | "The Legend of the Dragon Tooth" "Legenden om Dragetanden" | Christian Roman | Catherine Lieuwen | 4. februar 2005   | 105             |
| 5 | 5           | "Act 4, Scene 15" "4. akt, scene 15"                       | Christian Roman | Matthew Negrete   | 11. februar 2005  | 108             |
| 6a | 6a          | "Adventures In Troll Sitting" "?"                          | Christian Roman | Jeff Goode        | 18. februar 2005  | 104a            |
| 6b | 6b          | "Fu Dog Takes a Walk" "Hund Fu går en tur"                 | Christian Roman | Jeff Goode        | 18. februar 2005  | 104b            |
| 7 | 7           | "Professor Rotwood's Thesis" "?"                           | Christian Roman | Eddie Guzelian    | 25. februar 2005  | 109             |
| 8a | 8a          | "The Egg" "Ægget"                                          | Christian Roman | Elijah Aron       | 25. marts 2005    | 106a            |
| 8b | 8b          | "The Heist" "?"                                            | Christian Roman | Mark Myers        | 25. marts 2005    | 106b            |
| 9 | 9           | "Dragon Summit" "?"                                        | Christian Roman | Brandon Sawyer    | 1. april 2005     | 111             |
| 10 | 10          | "Body Guard Duty" "Bodyguardpligt"                         | Christian Roman | Laura McCreary    | 29. april 2005    | 110             |
| 11 | 11          | "Shapeshifter" "Formskifter"                               | Christian Roman | Matthew Negrete   | 13. maj 2005      | 102             |
| 12 | 12          | "The Ski Trip" "Skituren"                                  | Christian Roman | Laura McCreary    | 27. maj 2005      | 115             |
| Jake synes der skal blive lidt mere kemi mellem ham og Rose på skolens skitur. Men så finder han ud af, at Rose er Huntsgirl. Samtidig prøver Spud at tage skiliften, som han ikke har kunnet før.          |             |                                                            |                 |                   |                   |                 |
| 13 | 13          | "The Long Weekend" "Den lange weekend"                     | Christian Roman | Jim Peronto       | 1. juli 2005      | 112             |
| 14 | 14          | "Eye of the Beholder" "?"                                  | Christian Roman | Chris Nee         | 30. juli 2005     | 114             |
| 15 | 15          | "Jake Takes the Cake" "Jake tager kagen"                   | Christian Roman | Jeff Goode        | 26. august 2005   | 116             |
| 16 | 16          | "Hong Kong Knights" "Hong Kong-nætter"                     | Christian Roman | Matthew Negrete   | 8. september 2005 | 121             |
| 17 | 17          | "The Halloween Bash" "?"                                   | Christian Roman | Scott M. Gimple   | 22. oktober 2005  | 118             |
| 18a | 18a         | "Fu and Tell" "Fu og fortæl"                               | Christian Roman | Mark Drop         | 3. november 2005  | 113a            |
| 18b | 18b         | "Flight of the Unicorn" "?"                                | Christian Roman | Mark Drop         | 3. november 2005  | 113b            |
| 19 | 19          | "Keeping Shop" "?"                                         | Christian Roman | Laura McCreary    | 15. december 2005 | 119             |
| 20 | 20          | "Ring Around the Dragon" "Ring omkring dragen"             | Christian Roman | Laura McCreary    | 12. januar 2006   | 117             |
| 21 | 21          | "The Hunted" "Jagten"                                      | Christian Roman | Eddie Guzelian    | 29. januar 2006   | 120             |

### Film (2009)
| Titel                                 | Instruktør     | Manuskript af       | Oprindelig udgivelsesdato |
| ------------------------------------- | -------------- | ------------------- | ------------------------- |
| "Originaltitel her" "Dansk titel her" | Instruktør her | Manuskriptforfatter | Udgivelsesdato her        |
| Kort handling her                     |                |                     |                           |

### Sæson 2 (2006–2007)
| Nr. i serien | Nr. i sæson | Titel                                          | Instruktør       | Forfatter                   | Første sendedag    | Produktionskode |
| --- | ----------- | ---------------------------------------------- | ---------------- | --------------------------- | ------------------ | --------------- |
| 22 | 1           | "Bring It On" "Bare kom an"                    | Steve Loter      | Randi Barnes                | 10. juni 2006      | 203             |
| 23 | 2           | "Half Baked" "Halv bagt"                       | Steve Loter      | Matthew Negrete             | 24. juni 2006      | 201             |
| 24 | 3           | "The Academy" "Akdemiet"                       | Steve Loter      | Eddie Guzelian              | 1. juli 2006       | 204             |
| 25 | 4           | "The Doppelganger Gang" "Dobbeltgængerslænget" | Steve Loter      | Chris Nee                   | 8. juli 2006       | 209             |
| 26 | 5           | "Something Fishy This Way Comes" "?"           | Steve Loter      | Brandon Sawyer              | 15. juli 2006      | 206             |
| 27 | 6           | "Breakout" "?"                                 | Steve Loter      | Amy Wolfram                 | 29. juli 2006      | 208             |
| 28 | 7           | "Family Business" "?"                          | Steve Loter      | Chris Nee                   | 5. august 2006     | 205             |
| 29 | 8           | "Hero of the Hourglass" "Helt af timeglasset"  | Steve Loter      | Chris Parrish               | 12. august 2006    | 202             |
| 30 | 9           | "Dreamscape" "?"                               | Steve Loter      | Curtis Chin                 | 19. august 2006    | 210             |
| 31 | 10          | "A Befuddled Mind" "?"                         | Nicholas Filippi | Chris Nee                   | 9. september 2006  | 214             |
| 32 | 11          | "Fool's Gold" "?"                              | Nicholas Filippi | Brandon Sawyer              | 16. september 2006 | 211             |
| 33 | 12          | "Feeding Frenzy" "?"                           | Nicholas Filippi | Chris Parrish               | 23. september 2006 | 213             |
| 34 | 13          | "Haley Gone Wild" "Haley bliver vild"          | Nicholas Filippi | Brandon Sawyer              | 30. september 2006 | 216             |
| 35 | 14          | "Supernatural Tuesday" "Supernormal tirsdag"   | Nicholas Filippi | Chris Bowman                | 28. oktober 2006   | 221             |
| 36 | 15          | "The Rotwood Files" "Rotwood-filerne"          | Nicholas Filippi | Scott Gimple                | 18. november 2006  | 215             |
| 37 | 16          | "A Hairy Christmas" "Hårig jul"                | Steve Loter      | Chris Parrish               | 16. december 2006  | 207             |
| 38 | 17          | "Switcheroo" "Bytteri"                         | Nicholas Filippi | Eddie Guzelian              | 6. januar 2007     | 217             |
| 39 | 18          | "The Love Cruise" "Kærlighedscruiset"          | Steve Loter      | Scott Gimple                | 3. februar 2007    | 212             |
| 40 | 19          | "Year of the Jake" "Året af Jake'n"            | Nicholas Filippi | Vince Cheung & Ben Montanio | 18. februar 2007   | 224             |
| 41 | 20          | "Homecoming" "Skolebal"                        | Steve Loter      | Matthew Negrete             | 10. marts 2007     | 218             |
| 42 | 21          | "Young at Heart" "Ung ved hjertet"             | Nicholas Filippi | Laura McCreary              | 24. marts 2007     | 220             |
| 43 | 22          | "Siren Says" "?"                               | Nicholas Filippi | Brandon Sawyer              | 7. april 2007      | 222             |
| 44 | 23          | "Shaggy Frog" "?"                              | Nicholas Filippi | Johanna Stein               | 28. april 2007     | 223             |
| Spud vil også prøve at være magisk helt ligesom Jake. Hans drøm går i opfyldelse, da en magisk frø bider hans bagdel, så han får frøkræfter.    |             |                                                |                  |                             |                    |                 |
| 45 | 24          | "Nobody's Fu" "Ingen er Fu"                    | Nicholas Filippi | Chris Nee                   | 12. maj 2007       | 225             |
| 46 | 25          | "Magic Enemy Number 1" "Magisk fjende nr. 1"   | Nicholas Filippi | Brandon Sawyer              | 2. juni 2007       | 228             |
| 47 | 26          | "A Ghost Story" "En spøgelseshistorie"         | Nicholas Filippi | Chris Nee                   | 16. juni 2007      | 219             |
| 48 | 27          | "Bite Father, Bite Son" "Bid far, bid søn"     | Nicholas Filippi | Chris Bowman                | 17. juni 2007      | 227             |
| 49 | 28          | "Game On" "Spil på"                            | Nicholas Filippi | Sean Whalen                 | 1. juli 2007       | 226             |
| Jake skal passe på et joystick til livet men misbruger det, så nogle væsener får fat i det. I mellemtiden går det ikke godt med Hund Fu's diæt. |             |                                                |                  |                             |                    |                 |
| 50 | 29          | "Furious Jealousy" "Furias jalousi"            | Nicholas Filippi | Vince Cheung & Ben Montanio | 7. juli 2007       | 229             |
| 51 | 30          | "Being Human" "Være menneske"                  | Nicholas Filippi | Matthew Negrete             | 4. august 2007     | 230             |
| 52 | 31          | "The Hong Kong Longs" "Hong Kong Longs"        | Nicholas Filippi | Eddie Guzelian              | 1. september 2007  | 231             |